# Друштво за помагање сиротиње и сузбијање просјачења
Друштво против просјачења сновано је априла 1929. године у Београду, под председништвом Милана Ајзенштера - Савића. На ванредној скупштини 19. септембра 1930. године измењена су правила, по којима је друштво добило назив Друштво за помагање сиротиње и сузбијање просјачења, активан рад друштва датира после ове скупштине. Девиза друштва била је посрнулог прихватити, палог подићи, а невољног нахранити. Главни циљ овог друштва био је да онима којима је помоћ заиста потребна и који нису имали другу алтернативу осим просјачења, обезбеди нормалне услове за живот, а онима који су били радно способни пронађе посао. Такође, велики проблем били су и тзв. професионални просјаци, који су просјачење изабрали као лак начин да дођу до новца, иако су били спосбни за рад, а често и не превише материјално угрожени. Њих је друштво желело да прилагоди друштву и пронађе им какав посао, а многу децу која су просила друштво је желело да склони са улице и усмери их на прави пут. Ово друштво је као своју славу славило Св. Јована Милостивог, који је за живота, као александријски патријарх, све приходе трошио на помагање сиротињи.

## Делатност друштва
Друштвена канцеларија отправља све послове, који су правилником и пословником били предвиђени, увек је била отворена, чак и за време великих празника, јер су се у тим данима сиромашни највише обраћали за помоћ. Послови канцеларије су се делили на унутрашње и спољашње:
- У унутрашње послове спадало је саслушавање лица која траже помоћ, вођење евиденције о њима, издавање новчане помоћи, као и помоћи у рубљу, оделу, обући и лековима. Упошљавање појединих штићеника, затим спровођење Управи града и квартовима лица ухваћена у просјачењу. Издавање упута за храну, преноћишта, лекарску помоћ, болницу и друге социјалне установе. Такође, у унутрашње послове спадало је и примање чланских улога, књиговодство и коресподенција, одржавање везе са Управом града, са другим установама и слично.[1]
- Спољашњи послови подразумевали су проверавање стања пријављених штићеника, као и ношење помоћи болесним и немоћним штићеницима. Примање прилога у новцу и стварима, преко друштвених агената уклањање просјака са улица, као и одржавање веза са склоништима. Чланови управе су контролисали рад чиновника и друштвених органа обилазећи канцеларију и склониште и давали упутства за рад.[1]

Друштво је помагало првенствено онима који су остали на улици, без игде икога и којима је помоћ била заиста потребна. Помоћ је додељивана тек по извршеној провери, како би се спречиле злоупотребе. Новчана помоћ давала се као привремена, стална или потпуна, све је зависило од тога да ли је у питању породица или појединац, затим колико чланова има породица и колико је тешко материјално стање штићеника. Стална месечна помоћ давала се у суми од 100 до 300 динара, повремена помоћ кретала се од 5 до 100 динара. У појединим случајевима помоћ је могла прелазити 100 динара, уколико би то потребе налагале, а ако ни то не би било довљоно лица су упућивана Министарству социјалне политике и народног здравља, где им је та помоћ давана. Потпуна помоћ даје се лицима која су дошла у престоницу и нису успела да наћу посао, те остала на улици.  Да се не би одали просјачењу друштво им купује путне карте и враћа кућама. Путне карте даване су и појединцима који су били на лечењу у Општој државној болници, а нису имали средства да се врате својим кућама. Неретко је друштво давало и помоћ у храни, све у зависности од стања болесника и од удаљености од куће. Храна као помоћ, повремена или стална, давала се најчешће из кухиње државног склоништа. 

## Склониште
Помажући сиромашне на овај начин, друштво је успевало да спречи просјачење и да многе склони са улице. У том циљу, још на почетку свог рада, друштво је основало склониште, у коме су били смештини најугроженији и најнемоћнији грађани престонице. Склониште се налазило на углу булевара Франше д’Епереа и Гучевске улице, а један од циљева друштва био је и подизање новог и већег склоништа. У склоништу су штићеници бесплатно имали  стан, одећу, храну, лекове и све друго што је било потребно за нормалан живот. У склоништу су могли пронаћи преноћиште они који су послом дошли у Београд, а нису себи могли да обезбеде место где би преспавали. Такође, друштво је болеснике лечило преко свог лекара, само је теже болеснике слало у болницу, док су се лакше оболели лечили у друштвеној амбуланти у склоништу. У оквиру склоништа постојала је и кухиња, где су храну могли добити и они који нису били смештеи у самом склоништу. Чланови управе су често обилазили склониште, како би се уверили да се све одвија по правилима и у интересу штићеника.
Друштво је покушало да спречи просјачење и преко свјих агената, који су уклањали професионалне просјаке са улице. Њих су предавали полицији и уколико просјак није био из престонице враћан је кући, а уколико јесте слат је на принудни рад. Међутим, овај задатак није био нимало лак, поготово када су у питању била деца. Ови просјаци су се увек опирали друштвеном органу, а пролазници су често били на њиховој страни. Друштво је због ефективнијег рада успоставило и дечју полицију, која је децу склањала са улице и бранила им да просе.